# Pongsapak Udompoch
Pongsapak Udompoch (พงศภัค อุดมโภชน์; nascido em 5 de novembro de 2003), conhecido pelo apelido de Santa (แซนต้า) é um ator e cantor tailandês. Ele é mais conhecido por seus papéis em My Only 12% (2022) e Perfect 10 Liners (2024). Ele é também é membro do grupo masculino JASP.ER (เจสเป.อร์), junto com Thanaboon Kiatniran (Aou), Naravit Lertratkosum (Pond) e Archen Aydin (Joong).

## Início da vida e educação
Santa nasceu na Tailândia em 5 de novembro de 2003. Atualmente, ele está cursando Comunicação de Marketing Digital e Branding na Universidade Rangsit.

## Carreira
Ele entrou pela primeira vez na indústria do entretenimento quando competiu no concurso de busca de estrelas da GMMTV, Thailand School Star 2019, onde conquistou o primeiro lugar.
Em 2021, Santa foi contratado como artista pelo Studio Wabi Sabi. Nesse mesmo ano, ele fez sua estreia como ator na televisão como Sun, personagem principal na série 7 Project. Em 2022, ele estreou como Cake na série My Only 12% ao lado de Katsamonnat Namwirote (Earth). Nesse mesmo ano, ele estreou na série Between Us como Wiew, irmão mais novo do protagonista Win (Noppanut Guntachai).
Em 2023, participou do programa de audições Fantasy Boys, apesar de ter alcançado bons resultados, como a primeira colocação no primeiro semestre, não foi selecionado como membro estreante final.
Em abril de 2024, seu contrato com o Studio Wabi Sabi terminou e ele foi contrato pela GMMTV, junto com seus amigos Noppanut Guntachai (Boun), Warut Chawalitrujiwong (Prem) e Samantha Melanie Coates (Sammy). Em outubro do mesmo ano, ele estreou como Gun na série Perfect 10 Liners ao lado de Tanapon Sukumpantanasan (Perth). Em dezembro, Santa fez sua estreia com o JASP.ER com o lançamento de seu single de estreia "Sadistic" (แรงอีกนิด).

## Filmografia

### Televisão
| Ano  | Título            | Personagem                   | Notas            | Canal        |
| ---- | ----------------- | ---------------------------- | ---------------- | ------------ |
| 2021 | 7 Project         | Sun Tawan Watcharagul        | Papel principal  | iQIYI        |
| 2022 | War of Y          |                              | Papel convidado  | AIS Play     |
| 2022 | My Only 12%       | Cake                         | Papel principal  | iQIYI        |
| 2022 | Between Us        | Wiew Phuri Wanichkanchanakul | Papel recorrente | iQIYI, One31 |
| 2024 | Perfect 10 Liners | Gun Gunyukhol                | Papel principal  | GMM 25       |
| TBA  | Love You Teacher  | Solar                        | Papel principal  | GMM 25       |
| TBA  | First Degree      | Men                          | Papel principal  | GMM 25       |
| TBA  | Me and Thee       | Aran Sappanakul              | Papel convidado  | GMM 25       |